# Paréo-parade
Paréo-Parade (The Wayward Wahine) est un roman policier de l’écrivain australien Carter Brown publié en 1960,. Le roman est également publié en France en 1960 dans la Série noire. La traduction, prétendument "de l'américain", est signée Pierre Château. C'est une des nombreuses aventures du détective privé new-yorkais Danny Boyd, qui est aussi le narrateur. Tout se passe à Hawaï, devenu le cinquantième des États-Unis le 21 août 1959, quelques mois avant la parution du roman. 

## Résumé
Danny Boyd est venu sur l'île d'Hawaï à la demande de son client, Emerson Reid. Il doit d'abord rencontrer une certaine Blanche Arlington, mais quand il arrive chez elle, c'est pour trouver son cadavre égorgé. Un indice l'amène au Hauoli Bar, où il fait la connaissance de la charmante danseuse Ulani, originaire de l'île de Niihau, et surveillée de très près par le patron de la boîte. Mais Boyd est venu pour retrouver Virginia Reid, la femme de son client, qui est partie avec Erik Larsen, le capitaine du yacht de son mari. Et pour leur intimer l'ordre de quitter Hawaï. Boyd finit par comprendre qu'il s'agit d'une course entre les deux époux pour mettre la main sur un butin, caché à Niihau depuis … l'attaque de Pearl Harbor. Le truand qui l'a caché, le milieu hawaïen et la police de l'État sont bien décidés à compliquer la tâche de Danny Boyd, qui veut jouer à la chasse au trésor, mais voit les cadavres tomber autour de lui.

## Personnages
- Danny Boyd, détective privé, de Boyd Enterprises, New-York.
- Emerson Reid, le client.
- Virginia Reid, son épouse.
- Blanche Arlington, ancienne épouse d'Emerson Reid.
- Erik Larsen, capitaine du yacht d'Emerson Reid.
- Ulani, danseuse au Hauoli Bar.
- Eddie Mayes, propriétaire du Hauoli Bar.
- Kemo, garçon du Hauoli Bar.
- Kaho Choy, propriétaire d'une boutique de souvenirs et caïd du milieu à Honolulu.
- Pete Rochelle, truand sorti de prison.
- Lieutenant Harold Lee, de la police de Honolulu.

## Édition
- Série noire no 584, 1960. Rééditions : La Poche noire no 60 (1967).